# Список эпизодов мультсериала The Transformers
Список эпизодов мультсериала The Transformers — перечень и краткое содержание эпизодов американского мультсериала The Transformers (известного также под названием «Трансформеры: Первое поколение» или «Трансформеры G1»).

## Обзор сезонов
| Сезон      | Серии      | Серии      | Даты показа      | Даты показа     |
| Сезон      | Серии      | Серии      | Первая серия     | Последняя серия |
| ---------- | ---------- | ---------- | ---------------- | --------------- |
| 1          | 16         | 16         | 17 сентября 1984 | 15 декабря 1984 |
| 2          | 49         | 49         | 23 сентября 1985 | 9 января 1986   |
| Мультфильм | Мультфильм | Мультфильм | 8 августа 1986   | 8 августа 1986  |
| 3          | 30         | 30         | 15 сентября 1986 | 25 февраля 1987 |
| 4          | 3          | 3          | 9 ноября 1987    | 11 ноября 1987  |

## Список серий

### Сезон 1 (1984)
| № общий | № в сезоне | Название                                                           | Автор сценария           | Дата премьеры    | Произв. код |
| --- | ---------- | ------------------------------------------------------------------ | ------------------------ | ---------------- | ----------- |
| 1 | 1          | «More Than Meets the Eye (Part 1)» «Не всё так просто (Часть 1)»   | Джордж Артур Блум        | 17 сентября 1984 | MP4023      |
| Корабль «Арк», на борту которого идёт схватка между автоботами и десептиконами, терпит крушение на планете Земля… Через 4 миллиона лет мощный выброс энергии во время извержения вулкана выводит трансформеров из коматозного состояния; они активируются и в целях маскировки принимают облик земных механизмов. Десептиконы пробуждаются первыми; покинув «Арк», они начинают строить собственный космический крейсер и устраивать вылазки за энергией. На плавучей нефтяной вышке происходит их первая (после отлёта с Кибертрона) стычка с Автоботами... |            |                                                                    |                          |                  |             |
| 2 | 2          | «More Than Meets the Eye (Part 2)» «Не всё так просто (Часть 2)»   | Джордж Артур Блум        | 18 сентября 1984 | MP4024      |
| У автоботов появляются первые союзники среди землян — нефтяник Факел Уитвики и его сын Спайк. Разведчик Мегатрона, Бархан, проникает на базу автоботов и «скачивает» с главного компьютера данные об энергоресурсах Земли. Руководствуясь полученными сведениями, десептиконы атакуют дамбу Шермана — самую большую и мощную гидроэлектростанцию в Западном полушарии. Но, встретив решительный отпор со стороны автоботов, они переключают своё внимание на другой источник энергии — рубиновые шахты Бирмы…                                                |            |                                                                    |                          |                  |             |
| 3 | 3          | «More Than Meets the Eye (Part 3)» «Не всё так просто (Часть 3)»   | Джордж Артур Блум        | 19 сентября 1984 | MP4025      |
| Используя умение Охотника создавать голограммы, автоботы готовят ловушку для десептиконов, но Мегатрон разгадывает их хитрость. Закончив постройку крейсера и набрав достаточное количество энергии, десептиконы отбывают на Кибертрон. Автобот Мираж успешно справляется с задачей, оказавшейся не под силу самому Оптимусу Прайму — любой ценой остановить врага: пробравшись на корабль десептиконов, он выводит из строя его систему управления, и тот падает в океан…                                                                                   |            |                                                                    |                          |                  |             |
| 4 | 4          | «Transport to Oblivion» «Путь в никуда»                            | Брюс Малек, Дик Роббинс  | 6 октября 1984   | 700-01      |
| Прошёл месяц с тех пор, как затонул корабль десептиконов, и автоботы считают, что с ними покончено. Но вскоре им приходится убедиться в обратном: десептиконы выжили, и теперь налаживают космический мост между Землёй и Кибертроном, чтобы доставлять туда контейнеры с энергией. В качестве «подопытного кролика» для проверки моста Мегатрон собирается использовать Спайка Уитвики. Но своевременное вмешательство автоботов приводит к тому, что первым, кто отправляется по космическому мосту в неизвестность, оказывается… сам Мегатрон.            |            |                                                                    |                          |                  |             |
| 5 | 5          | «Roll for It /Поехали!»                                            | Дуглас Бут               | 13 октября 1984  | 700-02      |
| Мегатрон благополучно возвращается на Землю (к большому разочарованию Скандалиста, уже успевшего провозгласить себя новым лидером десептиконов) и организует нападение на секретную лабораторию, в которой получена формула антиматерии. Но доктор Альказар, руководитель лаборатории, успел стереть заветную формулу из памяти компьютера, и теперь её тайной владеет только один человек — юный «компьютерный гений» Чип Чейз… |            |                                                                    |                          |                  |             |
| 6 | 6          | «Divide and Conquer /Разделяй и властвуй»                          | Дональд Ф.Глат           | 20 октября 1984  | 700-03      |
| Оптимус Прайм серьёзно пострадал в очередной стычке с десептиконами. Чтобы достать необходимую для его ремонта деталь, четверо самых сильных автоботов (Броневик, Шершень, Молниевик и Следопыт), взяв с собой Чипа Чейза, переправляются по космическому мосту на Кибертрон. Мегатрон решает воспользоваться удобным моментом и напасть на базу автоботов, пока их силы разобщены, а Прайм небоеспособен. Однако его ждёт неприятный сюрприз… |            |                                                                    |                          |                  |             |
| 7 | 7          | «Fire in the Sky /Огонь в небе»                                    | Альфред А.Пигел          | 27 октября 1984  | 700-04      |
| В Арктике десептиконы, добывая энергию, обнаруживают вмёрзшее в лёд тело гигантского трансформера. Скандалист узнаёт в нём своего давнего друга — Истребителя, который пропал без вести во время одной из их совместных научно-исследовательских экспедиций к Земле. Это произошло задолго до начала войны. Чью сторону примет Истребитель теперь? |            |                                                                    |                          |                  |             |
| 8 | 8          | «S.O.S. Dinobots /На помощь, диноботы»                             | Дональд Ф.Глат           | 27 октября 1984  | 700-05      |
| Сконструированные Гонщиком и Храповиком Диноботы — трансформеры-динозавры Смельчак, Слэг и Сладж — громят базу автоботов. Рассерженный Оптимус Прайм приказывает замуровать их в пещере, но после того, как Диноботы вызволяют его и других автоботов из ловушки, подстроенной десептиконами, сменяет гнев на милость и принимает Диноботов в свой отряд. |            |                                                                    |                          |                  |             |
| 9 | 9          | «Fire on the Mountain» «Схватка на вершине»                        | Дуглас Бут               | 22 декабря 1984  | 700-06      |
| В древнем храме инков хранится таинственный «Кристалл Силы», позволяющий регулировать выбросы подземной энергии. Мегатрон планирует использовать его в качестве основного компонента своего нового сверх-оружия. Стремясь помешать ему, автоботы обращаются за содействием к Истребителю… |            |                                                                    |                          |                  |             |
| 10 | 10         | «War of the Dinobots» «Война диноботов»                            | Дональд Ф.Глат           | 24 ноября 1984   | 700-07      |
| Оценив силу Диноботов и вызнав благодаря Бархану их слабости, Мегатрон решает переманить их на свою сторону. По его наущению Смельчак вызывает Оптимуса Прайма на бой за право быть вождём автоботов. На помощь Прайму прибывают двое новых, только что созданных Диноботов — Снарл и Свуп. Пока идёт сражение, десептиконы похищают насыщенный энергией метеорит, который Диноботы должны были охранять… |            |                                                                    |                          |                  |             |
| 11 | 11         | «The Ultimate Doom (Part 1)» «Окончательное уничтожение (Часть 1)» | Лэрри Стросс             | 3 ноября 1984    | 700-08      |
| Мегатрону уже недостаточно перебрасывать энергию с Земли на Кибертрон — он надумал притянуть сам Кибертрон на орбиту Земли. Руками людей, зомбированных земным союзником Мегатрона — доктором Аркевиллем, сооружён сверхмощный космический мост. Даже сам Оптимус Прайм оказывается не в состоянии помешать Мегатрону привести в исполнение его зловещий замысел. Кибертрон стремительно приближается к Земле… |            |                                                                    |                          |                  |             |
| 12 | 12         | «The Ultimate Doom (Part 2)» «Окончательное уничтожение (Часть 2)» | Эрл Кресс                | 10 ноября 1984   | 700-09      |
| Под воздействием притяжения Кибертрона на Земле начинаются чудовищные катаклизмы. Автоботам приходится разделиться. Пока одни из них пытаются сдерживать напор стихии, другие — Гонщик, Силач, Следопыт, Шершень и Истребитель — летят вместе со Спайком на Кибертрон, чтобы найти Факела, увезённого десептиконами, а заодно выяснить, каким образом Мегатрон сумел превратить землян в покорных рабов, и попытаться освободить их… |            |                                                                    |                          |                  |             |
| 13 | 13         | «The Ultimate Doom (Part 3)» «Окончательное уничтожение (Часть 3)» | Лео Д.Пор                | 17 ноября 1984   | 700-10      |
| Сила притяжения Кибертрона грозит разорвать Землю на части. Между автоботами и десептиконами начинается решающая битва, от исхода которой зависит само существование нашей планеты. Под натиском автоботов десептиконы вынуждены отступить. Мегатрон, бросив своих подчинённых, с грузом награбленной энергии стартует с Земли на Кибертрон, но автоботы открывают огонь по его звездолёту. Энергокубы, находящиеся на его борту, взрываются, и мощнейшая ударная волна отбрасывает Кибертрон обратно в космос. Но Мегатрон уцелел и жаждет мести…           |            |                                                                    |                          |                  |             |
| 14 | 14         | «Countdown to Extinction» «Отсчёт гибели»                          | Рид Роббинс, Питер Сэлас | 1 декабря 1984   | 700-11      |
| Скандалист, думая, что Мегатрон погиб, намеревается завершить проект разрушения Земли, рассчитывая собрать при этом достаточно энергии для того, чтобы самому стать повелителем Вселенной. Однако совместными усилиями Прайму и Мегатрону удаётся обезвредить взрывное устройство, установленное им в лаборатории Аркевилля. Удивлённый тем, что его план не сработал, Скандалист возвращается с Кибертрона на Землю… прямо в «нежные объятия» разъярённого Мегатрона.                                                                                       |            |                                                                    |                          |                  |             |
| 15 | 15         | «A Plague of Insecticons» «Нашествие инсектиконов»                 | Дуглас Бут               | 29 декабря 1984  | 700-12      |
| В джунглях Индонезии десептиконы встречают своих родственников — инсектиконов, способных трансформироваться во всеядных механических насекомых. Вместе с ними они нападают на нефтеперерабатывающий завод. Но пока десептиконы сражаются с подоспевшими автоботами, инсектиконы «под шумок» съедают всю собранную энергию… |            |                                                                    |                          |                  |             |
| 16 | 16         | «Heavy Metal War» «Война тяжёлого металла»                         | Дональд Ф.Глат           | 15 декабря 1984  | 700-13      |
| Мегатрон предлагает Оптимусу Прайму решить исход войны по старинному обычаю Кибертрона — поединком лидеров. Он не сомневается в своей победе, поскольку вобрал в себя силу всех десептиконов, хотя это и против правил. А чтобы автоботы ничего не заподозрили, Мегатрон приказывает Конструктиконам сломать «Телетрон 1». Но он не принял во внимание Диноботов… В итоге обман раскрывается, и возмущённые автоботы сбрасывают всех десептиконов, включая и Мегатрона, в лавовый поток.                                                                     |            |                                                                    |                          |                  |             |

### Сезон 2 (1985—1986)
| № общий | № в сезоне | Название                                                                           | Автор сценария                    | Дата премьеры    | Произв. код |
| --- | ---------- | ---------------------------------------------------------------------------------- | --------------------------------- | ---------------- | ----------- |
| 17 | 1          | «Автобот Спайк» «Autobot Spike»                                                    | Дональд Ф.Глат                    | 23 сентября 1985 | 700-16      |
| Спайк Уитвики тяжело ранен во время перестрелки c десептиконами. Пока врачи в больнице готовят его к операции, Гонщик на время помещает сознание мальчика в оболочку «Автобота Х» — робота, собранного Факелом из запчастей. Сам Спайк, однако, отнюдь не в восторге от своего превращения. Мегатрон решает воспользоваться ситуацией и направить силу и злость «Автобота Спайка» против других автоботов…                                                                                            |            |                                                                                    |                                   |                  |             |
| 18 | 2          | «Привода подменили» «Changing Gears»                                               | Ларри Парр                        | 1 октября 1985   | 700-17      |
| Мегатрон построил аппарат, позволяющий добывать энергию непосредственно из солнечного ядра — «солнечный шприц», основным компонентом которого является уникальная микросхема, изъятая у автобота Привода. Без этой микросхемы ворчливый и вечно всем недовольный Привод становится приветливым и дружелюбным, но Солнечная система оказывается на грани гибели… |            |                                                                                    |                                   |                  |             |
| 19 | 3          | «Город из стали» «City of Steel»                                                   | Дуглас Бут                        | 17 октября 1985  | 700-18      |
| Десептиконы перестраивают центр Нью-Йорка на свой лад, превратив его в мощную стальную крепость — Новый Кибертрон. Оптимус Прайм схвачен Конструктиконами и по приказу Мегатрона разобран на части. Перед автоботами встаёт нелёгкая задача — восстановить своего командира и спасти город… |            |                                                                                    |                                   |                  |             |
| 20 | 4          | «Нападение автоботов» «Attack of the Autobots»                                     | Дэвид Уайз                        | 4 октября 1985   | 700-19      |
| Мегатрон устанавливает в зарядное устройство автоботов «дестабилизатор личности». Его влияние делает всех автоботов, включая самого Оптимуса Прайма, злобными и агрессивными, и только благодаря сконструированному Факелом Уитвики «перевоспитателю» — прибору, нейтрализующему действие «дестабилизатора», — они вновь становятся сами собой. |            |                                                                                    |                                   |                  |             |
| 21 | 5          | «Предатель» «Traitor»                                                              | Джордж Хэмптон, Майк Мур          | 27 сентября 1985 | 700-20      |
| После того, как десептиконы стащили из научно-исследовательской лаборатории электроблоки — необычайно мощные конденсаторы электроэнергии, на Миража падает подозрение в сообщничестве. Скалолаз считает своим святым долгом выследить и уличить изменника… |            |                                                                                    |                                   |                  |             |
| 22 | 6          | «Блокиратор» «The Immobilizer»                                                     | Эрл Кресс                         | 24 сентября 1985 | 700-21      |
| Придуманный Гонщиком блокиратор — прибор, излучение которого замораживает всё, на что оно направлено, — во время испытаний попадает в руки десептиконов. Броневик винит в этом себя и делает всё возможное, чтобы вернуть блокиратор «законным владельцам». Ему помогает новая знакомая — храбрая земная девочка Карли… |            |                                                                                    |                                   |                  |             |
| 23 | 7          | «Гран-при «Автобот»» «The Autobot Run»                                             | Дональд Ф.Глат                    | 31 октября 1985  | 700-22      |
| Организованные автоботами благотворительные гонки заканчиваются весьма неожиданно: с помощью нового изобретения Конструктиконов — «трансфиксатрона» — Мегатрон лишает участников гонок возможности трансформироваться. Вынужденные оставаться автомобилями, они безоружны и оказываются в полной власти лидера десептиконов. Их дальнейшая судьба целиком зависит от того, успеют ли оставшиеся на свободе товарищи создать устройство, способное преодолеть воздействие «трансфиксатрона»…           |            |                                                                                    |                                   |                  |             |
| 24 | 8          | «Воскресшая Атлантида» «Atlantis, Arise!»                                          | Дуглас Бут                        | 3 октября 1986   | 700-23      |
| Мегатрон заключает соглашение с гуманоидом Нергиллом — королём подводного города Субатлантики. Десептиконы и атланты организуют совместную атаку на Вашингтон. Но союзники не доверяют друг другу, каждый хочет перехитрить другого и использовать его в своих целях, мечтая править миром единолично… |            |                                                                                    |                                   |                  |             |
| 25 | 9          | «День механизмов» «Day of the Machines»                                            | Дэвид Уайз                        | 10 октября 1985  | 700-24      |
| Самый мощный компьютер на Земле — «Торк III» — «обработанный» Мегатроном, перестаёт подчиняться людям и начинает жить самостоятельной жизнью; целая армия подвластных ему танков, самоходных орудий и роботов защищает его, и Оптимусу Прайму лишь с помощью Диноботов удаётся подавить их сопротивление и вернуть взбунтовавшийся супер-компьютер в нормальное состояние. |            |                                                                                    |                                   |                  |             |
| 26 | 10         | «Появление Голубки» «Enter the Nightbird»                                          | Сильвия Уилсон, Ричард Мильтон    | 30 сентября 1985 | 700-25      |
| Робот-ниндзя по имени Голубка, изобретённый людьми и перепрограммированный десептиконами, похищает с базы автоботов микрочип, содержащий сведения обо всех энергоресурсах Земли. Ловкость, сила и боевое искусство Голубки производят такое впечатление на Мегатрона, что тот даже подумывает сделать её своим заместителем вместо Скандалиста. Угроза потерять свой статус толкает Скандалиста на рискованный шаг…                                                                                   |            |                                                                                    |                                   |                  |             |
| 27 | 11         | «Проблемы с Праймом» «A Prime Problem»                                             | Дик Роббинс, Брюс Малек           | 2 октября 1985   | 700-26      |
| В штабе автоботов неожиданно объявляются сразу два Оптимуса Прайма. С виду оба совершенно одинаковые, но один из них — дистанционно управляемый двойник, созданный Мегатроном. Если автоботы не смогут разоблачить обманщика, они обречены: ложный Прайм приведёт их в смертельную ловушку, устроенную десептиконами. Но как узнать, который из Праймов — настоящий, если даже «Телетрон» не способен различить их?..                                                                                 |            |                                                                                    |                                   |                  |             |
| 28 | 12         | «Ядро» «The Core»                                                                  | Деннис Маркс                      | 29 октября 1985  | 700-27      |
| Новый секретный проект Мегатрона — сверхглубокая скважина для извлечения энергии из центра Земли — смертельно опасен для всей планеты. Только Разрушителю по силам предотвратить катастрофу. Но борьба автоботов и десептиконов за контроль над его сознанием кончается тем, что он становится вообще неуправляемым и начинает буйствовать. Нужно как можно скорее вернуть Разрушителю разум, но для этого враждующие стороны должны хотя бы на время объединиться…                                   |            |                                                                                    |                                   |                  |             |
| 29 | 13         | «Инсектиконовый синдром» «The Insecticon Syndrome»                                 | Дуглас Бут                        | 9 октября 1985   | 700-28      |
| Инсектиконы, объевшиеся энергией на атомной электростанции, вырастают до невероятных размеров и подчиняют себе всех десептиконов, за исключением Мегатрона. Но поглощённая ими энергия нестабильна, и в любой момент может произойти страшный взрыв. Чрезвычайная ситуация вновь вынуждает Мегатрона и Прайма к сотрудничеству… |            |                                                                                    |                                   |                  |             |
| 30 | 14         | «Остров Диноботов (Часть 1)» «Dinobot Island (Part 1)»                             | Дональд Ф.Глат                    | 25 сентября 1985 | 700-29      |
| Диноботы снова устраивают разгром на базе автоботов, и Оптимус Прайм решает отослать их, от греха подальше, на таинственный остров, обнаруженный Ветрорезом и Шершнем в океане. На этом острове обитают настоящие динозавры и имеется множество источников природной энергии — вулканы, гейзеры и нефтяные озёра. Узнав об этом, десептиконы во главе с Мегатроном высаживаются на Острове Диноботов, чтобы завладеть им…                                                                             |            |                                                                                    |                                   |                  |             |
| 31 | 15         | «Остров Диноботов (Часть 2)» «Dinobot Island (Part 2)»                             | Дональд Ф.Глат                    | 26 сентября 1985 | 700-30      |
| Вторжение десептиконов на Остров Диноботов даёт неожиданный эффект: в разных местах планеты возникают «временны́е искажения», через которые в наш мир прорываются варвары верхом на мамонтах, пираты и бандиты Дикого Запада. К тому же усиленное извлечение энергии из недр острова вызывает резкое повышение вулканической активности… Но храбрые автоботы и могучие Диноботы, конечно же, спасают удивительный остров и его обитателей.                                                             |            |                                                                                    |                                   |                  |             |
| 32 | 16         | «Горе-строители» «The Master Builders»                                             | Дэвид Н.Готтлиб, Герб Энгельхардт | 8 октября 1985   | 700-31      |
| Гранит и его друг Тягач просят Оптимуса Прайма разрешить им построить «Солнечную Башню» — гигантское сооружение, преобразующее солнечный свет в электроэнергию, но получают отказ. Однако желание Гранита увидеть своё изобретение воплощённым в жизнь так велико, что они с Тягачом, несмотря на запрет Прайма, начинают строительство на свой страх и риск и с радостью принимают помощь, предложенную Конструктиконами. Им и в голову не приходит, что те действуют с ведома и согласия Мегатрона… |            |                                                                                    |                                   |                  |             |
| 33 | 17         | «Электронное безумие» «Auto Berserk»                                               | Энтони Залевски                   | 16 октября 1985  | 700-32      |
| У нервного автобота Паникёра после ранения развивается мания преследования. Вообразив, что товарищи замышляют против него недоброе, он удирает от них и прячется в городе. Здесь он находит неожиданного союзника — Скандалиста, у которого, однако, свои планы в отношении беглого автобота… |            |                                                                                    |                                   |                  |             |
| 34 | 18         | «Микроботы» «Microbots»                                                            | Дэвид Уайз                        | 7 октября 1985   | 700-33      |
| Мегатрон находит в разбитом корабле десептиконов «Сердце Кибертрона» — мощнейший источник энергии, который наделяет его неимоверной силой. Трое автоботов — Микроскоп, Силач и Шершень — уменьшаются до крошечных размеров, чтобы залезть в тело Мегатрона и выкрасть «Сердце Кибертрона» из его груди. Тем самым они спасают жизнь не только своим товарищам, но, как выясняется, и самому Мегатрону.                                                                                                |            |                                                                                    |                                   |                  |             |
| 35 | 19         | «Главное злодейство Мегатрона (Часть 1)» «Megatron's Master Plan (Part 1)»         | Дональд Ф.Глат                    | 14 октября 1985  | 700-34      |
| Не одолев автоботов в открытом бою, Мегатрон замышляет устранить их руками их же союзников — людей. При поддержке амбициозного политика Шона Бергера он начинает осуществлять свой злодейский план. На основе сфабрикованных Мегатроном улик суд признаёт автоботов виновными в расхищении энергоресурсов Земли и приговаривает их к изгнанию. Но Мегатрону этого мало — он перепрограммирует бортовой компьютер корабля, на котором автоботы улетают с планеты, и тот берёт курс на Солнце…          |            |                                                                                    |                                   |                  |             |
| 36 | 20         | «Главное злодейство Мегатрона (Часть 2)» «Megatron's Master Plan (Part 2)»         | Дональд Ф.Глат                    | 15 октября 1985  | 700-35      |
| Не сомневаясь, что с автоботами уже покончено, Мегатрон сбрасывает маску «друга людей» и объявляет о своих истинных намерениях — покорить всю Землю и завладеть её ресурсами. Все жители города, в том числе и сам Шон Бергер, превращены в рабов. Чипу Чейзу удаётся добраться до базы автоботов, но его попытка связаться с ними оканчивается неудачей — он снова схвачен, а «Телетрон» разбит. Однако Мегатрон слишком рано торжествует победу…                                                    |            |                                                                                    |                                   |                  |             |
| 37 | 21         | «Дезертирство Диноботов (Часть 1)» «Desertion of the Dinobots (Part 1)»            | Эрл Кресс                         | 21 октября 1985  | 700-36      |
| Во время ожесточённого сражения между автоботами и десептиконами с представителями обеих сторон начинает твориться что-то странное — они стремительно теряют силы. Причина — истощение в их организмах запаса жизненно важного элемента кибертрониума. Только Диноботы, созданные на Земле, не подвержены этой напасти. Но у них, как назло, очередной припадок упрямства. Отправленные на Кибертрон за необходимым элементом, они принимают решение остаться там навсегда…                           |            |                                                                                    |                                   |                  |             |
| 38 | 22         | «Дезертирство Диноботов (Часть 2)» «Desertion of the Dinobots (Part 2)»            | Эрл Кресс                         | 22 октября 1985  | 700-37      |
| Желание Диноботов остаться на Кибертроне неожиданно сбывается: десептиконы берут их в плен и заставляют добывать для них кибертрониум. Между тем автоботам без кибертрониума грозит скорая смерть. Чтобы их спасти, Спайк и Карли летят на Кибертрон. С помощью единственного оставшегося на свободе Динобота — Свупа — они, преодолев все опасности, разыскивают и благополучно переправляют на Землю не только нужный металл, но и незадачливых беглецов.                                           |            |                                                                                    |                                   |                  |             |
| 39 | 23         | «Блюз Бластера» «Blaster Blues»                                                    | Ларри Стросс                      | 23 октября 1985  | 700-38      |
| По приказу Мегатрона на Луне сооружена мощная станция радиопомех, в результате чего по всей Земле перестают работать радиолокаторы, устройства спутниковой и сотовой связи, и т.п. Мегатрон обращается к землянам с требованием отдать ему все энергоресурсы планеты в уплату за восстановление радиосвязи. Автоботы на Земле делают всё возможное, стараясь помочь людям, а Бластеру и Космосу поручено самое сложное дело — уничтожить лунную станцию.                                              |            |                                                                                    |                                   |                  |             |
| 40 | 24         | «Десептиконы при дворе короля Артура» «A Decepticon Raider in King Arthur's Court» | Дуглас Бут                        | 24 октября 1985  | 700-39      |
| Несколько трансформеров случайно попадают во временно́й портал, ведущий в средневековую Британию — в эпоху замков, рыцарей и турниров. Мгновенно оценив ситуацию, честолюбивый Скандалист, уповая на своё техническое превосходство, собирается захватить власть над страной в свои руки… но встречает достойный отпор со стороны Спайка Уитвики и его друзей-автоботов Тягача и Томагавка. |            |                                                                                    |                                   |                  |             |
| 41 | 25         | «Золотая лагуна» «The Golden Lagoon»                                               | Деннис Маркс                      | 4 ноября 1985    | 700-40      |
| Автобот Шезлонг и десептикон Колун почти одновременно обнаруживают затерянную среди скал цветущую долину, в центре которой — целое озеро жидкого электрума. Шезлонг хочет сохранить своё открытие в тайне от всех, чтобы не нарушать мирную жизнь обитателей долины, но десептиконы не столь щепетильны. Став неуязвимыми после купания в Золотой Лагуне, они терроризируют автоботов, пока те, в свою очередь, не находят дорогу к чудесному озеру…                                                  |            |                                                                                    |                                   |                  |             |
| 42 | 26         | «Игры богов» «The God Gambit»                                                      | Базз Диксон                       | 28 октября 1985  | 700-41      |
| Автобот Космос и трое десептиконов (Астропоезд, Скандалист и Колун) совершают вынужденную посадку на Титане — спутнике Сатурна. Планета изобилует энергией, а её жители незнакомы с высокими технологиями. Пользуясь этим, Астропоезд провозглашает себя богом и принуждает местных аборигенов собирать для него энергетические кристаллы. Сильно повреждённый Космос не в состоянии помешать ему. Однако отважная туземная воительница Талария вызывает на помощь автоботов…                         |            |                                                                                    |                                   |                  |             |
| 43 | 27         | «Настоящая дружба» «Make Tracks»                                                   | Дэвид Уайз                        | 30 октября 1985  | 700-42      |
| В Нью-Йорке резко участились случаи автомобильных краж. Чтобы выяснить, в чём дело, автобот Крах и его новый друг, уличный подросток Рауль, направляются в Нью-Джерси, куда ведут следы всех угнанных машин. Прибыв на место, они убеждаются, что за всеми таинственными похищениями стоит Мегатрон — земные механизмы нужны ему для создания армии роботов… |            |                                                                                    |                                   |                  |             |
| 44 | 28         | «Детские забавы» «Child's Play»                                                    | Бет Борнстейн                     | 7 ноября 1985    | 700-43      |
| Из-за сбоя в работе космического моста трансформеры оказываются на планете, населённой великанами, по сравнению с которыми их собственные размеры кажутся просто ничтожными. Гигантский мальчик Эрон в восторге от своих новых живых игрушек, но его взрослые соплеменники придерживаются иного мнения на этот счёт. Оптимусу Прайму и его товарищам нужно как можно скорее вернуться в свой собственный мир, где они — большие и сильные, иначе им не поздоровится!                                  |            |                                                                                    |                                   |                  |             |
| 45 | 29         | «Борьба за выживание» «Quest for Survival»                                         | Рид Роббинс, Питер Сэйлес         | 5 ноября 1985    | 700-44      |
| Инсектиконы уничтожают урожаи зерновых на всех континентах, обрекая людей на голод. Для борьбы с ними Спайк, Шершень и Космос привозят с далёкой планеты Флоран-3 специальный инсектицид. Вместе с препаратом они нечаянно доставляют на Землю семена механических растений-хищников — Морфоботов, питающихся роботами… |            |                                                                                    |                                   |                  |             |
| 46 | 30         | «Тайна Омегатора» «The Secret of Omega Supreme»                                    | Дэвид Уайз                        | 6 ноябр 1985     | 700-45      |
| В давно прошедшие времена автобот Омегатор дружил с Конструктиконами, но те обманули и предали его, разрушив Кристальный город, который он должен был охранять. С тех пор Омегатор возненавидел их и преследовал по всей Галактике, чтобы отомстить. Наконец, ему представляется удобный случай покончить с врагами раз и навсегда. Но, сделав это, он обречёт на гибель ещё один город — Сан-Франциско …                                                                                             |            |                                                                                    |                                   |                  |             |
| 47 | 31         | «Игрок» «The Gambler»                                                              | Майкл Чарлз Хилл                  | 11 ноября 1985   | 700-46      |
| По пути с планеты Великанов на Землю автоботов захватывает в плен некий Бош, азартный, но невезучий игрок. Он собирается продать их в рабство, чтобы достать энергон для своего корабля. Ради спасения товарищей автобот Дымовик вступает с Бошем в сделку, обещая помочь тому выиграть нужное количество энергона. Но удача переменчива… В итоге автоботы переходят в собственность Лорда Гайкони — владельца игорного заведения. Сможет ли Дымовик вернуть им свободу?..                            |            |                                                                                    |                                   |                  |             |
| 48 | 32         | «Кримзик!» «Kremzeek!»                                                             | Дэвид Уайз                        | 27 декабря 1985  | 700-47      |
| Крошечное, похожее на искру существо, питающееся электроэнергией — Кримзи́к — безобразничает на базе автоботов, выводит из строя все электронные приборы, затем во мгновение ока перемещается в Японию, где продолжает творить пакости. Оптимус Прайм, Бластер и Шершень пытаются изловить и утихомирить электрохулигана… |            |                                                                                    |                                   |                  |             |
| 49 | 33         | «Море меняется» «Sea Change»                                                       | Дуглас Бут                        | 20 ноября 1985   | 700-48      |
| Получив сигнал о помощи, автоботы прибывают на далёкую планету Тлалокан, жители которой подняли восстание против владычества злобного компьютера Десептитрона и его свирепых слуг-дроидов. Прекрасная и храбрая тлалоканка Алана покоряет электронное сердце Спасателя, но может ли он рассчитывать на взаимность? Ведь он — робот, а она — человек… |            |                                                                                    |                                   |                  |             |
| 50 | 34         | «Тройной переворот» «Triple Takeover»                                              | Ларри Стросс                      | 19 ноября 1985   | 700-49      |
| Не только Скандалист претендует на пост лидера десептиконов: у него, как выясняется, есть соперники — Разряд, Астропоезд и Разрушитель. Чтобы добиться успеха, первый рассчитывает на стратегические советы футбольного тренера, второй — на войско, собранное из локомотивов, а третий — сам на себя… |            |                                                                                    |                                   |                  |             |
| 51 | 35         | «Цель номер один» «Prime Target»                                                   | Флинт Дилл, Базз Диксон           | 14 ноября 1985   | 700-50      |
| Лорд Шамли, страстный охотник, переключился со львов, слонов и носорогов на «продвинутую» технику. После похищения советского истребителя он мечтает пополнить свою коллекцию трофеев головой самого Оптимуса Прайма. Захватив в заложники нескольких автоботов, он предлагает Прайму самому прийти за ними. Успешно преодолев все смертельные ловушки, Оптимус выручает друзей, а заодно предотвращает вооружённый конфликт между СССР и США.                                                        |            |                                                                                    |                                   |                  |             |
| 52 | 36         | «Танцетрон» «Auto-Bop»                                                             | Дэвид Уайз                        | 13 ноября 1985   | 700-51      |
| Посетители модного ночного клуба «Танцетрон» не догадываются, что стали объектом эксперимента — десептиконы подвергают их воздействию гипноизлучения, чтобы затем заставлять работать на себя. Автоботам Бластеру и Краху предстоит раскрыть зловещую тайну «Танцетрона» и освободить его жертв, а помогут им в этом юный друг Краха Рауль со своими приятелями и… самая обыкновенная вода. |            |                                                                                    |                                   |                  |             |
| 53 | 37         | «В поисках Альфа Триона» «The Search for Alpha Trion»                              | Бет Борнстейн                     | 12 ноября 1985   | 700-52      |
| На Кибертроне подруги автоботов ведут партизанскую войну против десептиконов, но Взрывала арестовывает их предводительницу — Элиту-1. Прибывший с Земли на помощь Элите Оптимус Прайм тоже схвачен и приговорён к смерти. Чтобы спасти его, Элита отдаёт всю свою энергию до последней капли. Теперь только Альфа Трион — самый старый и самый мудрый из автоботов — может вернуть её к жизни… |            |                                                                                    |                                   |                  |             |
| 54 | 38         | «Девушка, любившая Ветрореза» «The Girl Who Loved Powerglide»                      | Дэвид Уайз                        | 18 ноября 1985   | 700-53      |
| Юная, избалованная и своенравная Астория Карлтон-Ритс унаследовала от отца пост президента фирмы «Гибридные технологии» и тайную формулу получения супер-энергии, за которой охотятся десептиконы. Ветрорез в одиночку сражается с превосходящими силами противника… и завоёвывает сердце прелестной Астории. |            |                                                                                    |                                   |                  |             |
| 55 | 39         | «Тягач в Голливуде» «Hoist Goes to Hollywood»                                      | Эрл Кресс                         | 21 ноября 1985   | 700-54      |
| Тягач получает приглашение сниматься в кино (разумеется, в роли инопланетного робота). Вместе с ним «звёздами экрана» нечаянно становятся трое десептиконов — Ревун, Астропоезд и Колун, которых кинооператор заснял на плёнку в тот момент, когда они вытаскивали из пруда прибор, похищенный по приказу Мегатрона из кибертронской мастерской Гонщика. Узнав об этом, Мегатрон приказывает во что бы то ни стало найти и уничтожить фильм…                                                          |            |                                                                                    |                                   |                  |             |
| 56 | 40         | «Ключ от Сигма Компьютера (Часть 1)» «The Key to Vector Sigma (Part 1)»            | Дэвид Уайз                        | 25 ноября 1985   | 700-55      |
| Потерпев ещё одно поражение в стычке с автоботами, Мегатрон решает взять реванш, пополнив свой отряд новыми бойцами. С этой целью он реконструирует несколько земных автомобилей, превратив их в роботов — Эффектиконов. Но, чтобы оживить свои творения, Мегатрону необходимо получить доступ к Сигма Компьютеру — прародителю всех трансформеров… |            |                                                                                    |                                   |                  |             |
| 57 | 41         | «Ключ от Сигма Компьютера (Часть 2)» «The Key to Vector Sigma (Part 2)»            | Дэвид Уайз                        | 26 ноября 1985   | 700-56      |
| В противовес «автоколонне» Эффектиконов автоботы создают собственные «ВВС» — Аэроботов. Тем временем Мегатрону становится известно, что похищенный им ключ от Сигма Компьютера обладает свойством превращать любое органическое вещество в металл. Используя силу ключа, Мегатрон замышляет превратить Землю в новый Кибертрон. Чтобы помешать этому, Аэроботам предстоит принять «боевое крещение» в схватке с Мегазавром — гештальтом Эффектиконов…                                                 |            |                                                                                    |                                   |                  |             |
| 58 | 42         | «Воздушная атака» «Aerial Assault»                                                 | Дуглас Бут                        | 10 декабря 1985  | 700-57      |
| В маленьком ближневосточном государстве загадочно пропадают его правитель, юный принц Джамал, и реактивные самолёты. Стремясь разгадать эту тайну, Аэроботы Рогатка и Пикировщик притворяются обыкновенными самолётами и дают похитителям выкрасть себя. Вскоре выясняется, что самолёты воруют подручные Мегатрона, которому требуются запчасти для постройки летающей крепости… |            |                                                                                    |                                   |                  |             |
| 59 | 43         | «На заре войны» «War Dawn»                                                         | Дэвид Уайз                        | 25 декабря 1985  | 700-58      |
| Машина времени переносит Аэроботов в далёкое прошлое Кибертрона. Здесь они узна́ют, как началась война между автоботами и десептиконами, а также и о том, как и почему добродушный Орион Мирный превратился в сурового Оптимуса Прайма — грозу десептиконов. |            |                                                                                    |                                   |                  |             |
| 60 | 44         | «Транс-европейский экспресс» «Trans-Europe Express»                                | Дэвид Уайз                        | 23 декабря 1985  | 700-59      |
| Семеро автоботов участвуют в международных автогонках по маршруту Париж-Стамбул. Их главный соперник в борьбе за 1-е место — гонщик из Штатов Огги Кенэй, обладатель уникального автомобиля, выполненного из новейшего супер-сплава. Никто не догадывается, что эти гонки — всего лишь часть коварного замысла десептиконов, цель которого — завладеть машиной Огги… |            |                                                                                    |                                   |                  |             |
| 61 | 45         | «Космическая ржавчина» «Cosmic Rust»                                               | Пол Дэвидс                        | 26 декабря 1985  | 700-60      |
| В заброшенном городе на мёртвой планете десептиконы находят древнее страшное оружие — генератор энерголучей… и ещё более страшную болезнь — «космическую ржавчину», разъедающую любой металл. Мегатрон заразился, и жизнь его в опасности. Микроскоп вылечивает его антикоррозийным составом собственного изобретения, но вместо благодарности Мегатрон превращает своего спасителя в «бактериологическую мину»…                                                                                      |            |                                                                                    |                                   |                  |             |
| 62 | 46         | «Отряд Скандалиста» «Starscream's Brigade»                                         | Майкл Чарлз Хилл                  | 7 января 1986    | 700-61      |
| После провала очередной попытки устранить Мегатрона Скандалиста ссылают на отдалённый остров. Здесь из обломков земной военной техники он создаёт свою собственную армию — могучих и злобных Боевиконов. С ними Скандалист возвращается на Большую Землю, в надежде, что теперь наконец-то удача ему улыбнётся и он сможет одолеть Мегатрона… |            |                                                                                    |                                   |                  |             |
| 63 | 47         | «Месть Грубикуса» «The Revenge of Bruticus»                                        | Ларри Парр                        | 8 января 1986    | 700-62      |
| Побеждённые и выброшенные в космос, Боевиконы не смирились. Чтобы отомстить всем и сразу, они высаживаются на Кибертроне и оттуда, используя технологию космического моста, изменяют траекторию движения Земли, направив её прямо на Солнце. Автоботам и десептиконам опять приходится действовать сообща, чтобы остановить Боевиконов, пока не произошло непоправимое… |            |                                                                                    |                                   |                  |             |
| 64 | 48         | «Маскарад» «Masquerade»                                                            | Дональд Ф.Глат                    | 16 декабря 1985  | 700-63      |
| Мегатрон отправил Эффектиконов на поиски деталей, необходимых ему для нового сверхмощного мега-лазера. Через некоторое время те возвращаются и привозят всё, что требуется. Мега-лазер собран и готов к испытанию. Однако подозрительный Скандалист чует что-то неладное… И оказывается прав: в обличии Эффектиконов на секретную стройку проникают замаскированные и перекрашенные автоботы, а настоящие Эффектиконы — под надёжным арестом. Или только кажется, что под надёжным?..                 |            |                                                                                    |                                   |                  |             |
| 65 | 49         | «Б.О.Т.» «B.O.T.»                                                                  | Эрл Кресс                         | 9 января 1986    | 700-64      |
| Хитроумный Боевикон Фингал распродал на запчасти своих товарищей по команде, пострадавших в сражении с автоботами, а всё, что не смог продать, отвёз на свалку. Этим он навлёк на себя страшный гнев Мегатрона, и теперь ради собственного спасения должен как можно скорее восстановить остальных Боевиконов. Дело осложняется тем, что трое школьников, роясь на свалке, нашли и забрали несколько жизненно важных деталей, чтобы построить самодельного робота…                                    |            |                                                                                    |                                   |                  |             |

### Мультфильм (1986)
| № общий | № в сезоне | Название                                 | Автор сценария | Дата премьеры  | Произв. код |
| ------- | ---------- | ---------------------------------------- | -------------- | -------------- | ----------- |
| —       | —          | «Трансформеры» «Transformers: The Movie» | Рон Фридмен    | 8 августа 1986 | —           |

### Сезон 3 (1986—1987)
| № общий | № в сезоне | Название                                                                       | Автор сценария                          | Дата премьеры    | Произв. код |
| --- | ---------- | ------------------------------------------------------------------------------ | --------------------------------------- | ---------------- | ----------- |
| 66 | 1          | «Пять ликов тьмы (Часть 1)» «The Five Faces of Darkness (Part 1)»              | Флинт Дилл                              | 15 сентября 1986 | 700-86      |
| Оставшись без предводителя и почти без энергии, десептиконы укрылись на выжженной планете Чаар. Подключившись к блоку памяти Юникрона, Циклон определяет местонахождение Гальватрона и призывает десептиконов отдать всю имеющуюся энергию для спасения вождя. Между тем Олимпиаду, организованную автоботами в честь победы, прерывает неожиданное нападение неизвестного врага, в ходе которого похищены Ультра Магнус, Ворчун и Спайк Уитвики. Подозрение, естественно, падает на десептиконов. Чтобы найти виновных, Родимус Прайм и Динобот Смельчак отправляются на Чаар.                                                                      |            |                                                                                |                                         |                  |             |
| 67 | 2          | «The Five Faces of Darkness (Part 2)/ Пять ликов тьмы (Часть 2)»               | Флинт Дилл                              | 16 сентября 1986 | 700-87      |
| Родимус Прайм сильно пострадал в неравном бою с десептиконами на Чааре, однако благодаря силе Матрицы ему удаётся не только выжить, но и выяснить, что за похищением стоят зловещие и загадочные Квинтессоны. По приказу Родимуса автоботы немедленно вылетают на Квинтессу и прибывают туда как раз вовремя, чтобы выручить своих товарищей, приговорённых к смерти. Тем временем Циклон и Свипы освобождают Гальватрона из озера лавы на планете Трол. Вождь десептиконов стал ещё сильнее и злее, и полон решимости возродить свою империю. |            |                                                                                |                                         |                  |             |
| 68 | 3          | «Пять ликов тьмы (Часть 3)» «The Five Faces of Darkness (Part 3)»              | Флинт Дилл                              | 17 сентября 1986 | 700-88      |
| Горя желанием уничтожить автоботов, Квинтессоны взорвали собственную планету. Родимуса Прайма и других занесло на Утилион — планету-«липучку», и они не могут её покинуть. Квинтессоны же направляются на Чаар; там они с помощью энергокубов вербуют изголодавшихся десептиконов и увозят их на Утилион — прикончить автоботов. Узнав об этом от Разряда — единственного из десептиконов, кто не последовал за Квинтессонами — Гальватрон собирается расправиться с «узурпаторами». |            |                                                                                |                                         |                  |             |
| 69 | 4          | «Пять ликов тьмы (Часть 4)» «The Five Faces of Darkness (Part 4)»              | Флинт Дилл                              | 18 сентября 1986 | 700-89      |
| Прибыв на Утилион, Гальватрон вновь подчиняет себе десептиконов, а затем врывается на корабль Квинтессонов. Те, притворяясь испуганными, признают его власть и обещают служить ему. В это время Родимус Прайм совершает новое путешествие внутрь Матрицы и узнаёт, что Квинтессоны — создатели всех трансформеров, некогда изгнанные с Кибертрона и жаждущие мести. Чувствуя, что Кибертрон в смертельной опасности, Родимус приказывает немедленно возвращаться, но уже поздно — Гальватрон заключил союз с Квинтессонами против автоботов и людей. Его армия, пополненная гигантским трансформером Триптиконом, атакует Кибертрон и Землю.         |            |                                                                                |                                         |                  |             |
| 70 | 5          | «Пять ликов тьмы (Часть 5)» «The Five Faces of Darkness (Part 5)»              | Флинт Дилл                              | 19 сентября 1986 | 700-90      |
| Пока десептиконы и автоботы сражаются между собой, Квинтессоны решают, что наступил удобный момент для того, чтобы восстановить своё владычество на Кибертроне. Давным-давно они спрятали в недрах планеты особое устройство; будучи запущено, оно деактивирует всех трансформеров до единого. Однако после того, как Спайк выстрелом из бластера разбивает пульт управления, действие устройства прекращается, и Квинтессонам вновь, как когда-то, приходится бежать с Кибертрона. Десептиконы тоже вынуждены отступить. Автоботы одержали победу, но Родимус Прайм понимает, что это ещё далеко не конец.                                          |            |                                                                                |                                         |                  |             |
| 71 | 6          | «Душегубка» «The Killing Jar»                                                  | Майкл Чарльз Хилл, Джои Курихара Пьедра | 29 сентября 1986 | 700-91      |
| Учёный-Квинтессон обманом завлекает на свой корабль Ультра Магнуса, Циклона, лидера Джанкионов Ремонтника и Мариссу Фейрборн, планируя использовать их в качестве «подопытных кроликов» для своих экспериментов. Во время полёта пленникам удаётся вырваться на свободу, но им угрожает новая, ещё более серьёзная опасность — корабль стремительно приближается к «чёрной дыре», которая затягивает его в иную Вселенную. Чтобы вернуться в собственный мир, всем находящимся на корабле нужно забыть, хотя бы на время, о своей вражде и действовать сообща, как одна команда.                                                                     |            |                                                                                |                                         |                  |             |
| 72 | 7          | «Хаос» «Chaos»                                                                 | Пол Дэвидс                              | 30 сентября 1986 | 700-92      |
| Расследуя крушение космической станции на Утилионе, автоботы получают доказательство того, что в руки десептиконов попало самое твёрдое вещество во Вселенной — «Кристаллы Смерти», порождаемые страшилищем по имени Хаос. Теперь команде автоботов предстоит опасная экспедиция на планету Ужас, где обитает это жуткое создание, чтобы уничтожить губительные кристаллы. К тому же у Ворчуна свои давние счёты с Хаосом… |            |                                                                                |                                         |                  |             |
| 73 | 8          | «Пробуждение во тьме» «Dark Awakening»                                         | Энтони Залевски                         | 1 октября 1986   | 700-93      |
| В космической усыпальнице автоботов-героев Великой войны, Родимус Прайм и его товарищи становятся свидетелями воскрешения Оптимуса Прайма. Казалось бы, надо только радоваться, что любимый командир снова в строю… Но кто вернул его в мир живых, и с какой целью? Сохранилось ли в нём хоть что-нибудь от прежнего Оптимуса, или он теперь — всего лишь бездушный зомби, созданный, чтобы убивать? Родимус Прайм должен как можно скорее ответить на эти вопросы, иначе автоботы обречены! |            |                                                                                |                                         |                  |             |
| 74 | 9          | «До будущего ещё далеко» «Forever Is a Long Time Coming»                       | Джерри Конуэй, Карла Конуэй             | 8 октября 1986   | 700-94      |
| Квинтессоны предпринимают попытку изменить ход истории Кибертрона: через специально созданный временно́й портал они переносят из прошлого в будущее вождя мятежных рабов — трансформера по имени А3, в расчёте на то, что без него восставшие не смогут победить, а значит, Квинтессонам удастся сохранить власть над планетой. Однако вместо А3 в далёкое прошлое Кибертрона попадают пятеро автоботов из XXI века, которые и возглавляют повстанцев. Между тем механизм путешествия во времени выходит из-под контроля, грозя уничтожить всю Вселенную. Чрезвычайная ситуация требует от всех её участников экстренных мер и нестандартных решений… |            |                                                                                |                                         |                  |             |
| 75 | 10         | «Призрак Скандалиста» «Starscream's Ghost»                                     | Мегин МакЛафлин                         | 2 октября 1986   | 700-95      |
| Десептикон Октан приговорён Гальватроном к смерти. Прячась в подземельях Кибертрона от разыскивающих его Свипов, он неожиданно встречается… с призраком Скандалиста, убитого Гальватроном год назад. Двое авантюристов, живой и мёртвый, сговариваются отомстить общему врагу и, не теряя ни минуты, берутся за дело. Их невольным пособником оказывается ближайший помощник Гальватрона — Циклон, в которого вселяется дух Скандалиста… |            |                                                                                |                                         |                  |             |
| 76 | 11         | «Вор в ночи» «Thief in the Night»                                              | Пол Дэвидс                              | 6 октября 1986   | 700-96      |
| По всему миру прокатывается волна дерзких ограблений: в США украден Форт Нокс со всем золотым запасом страны, в Индии — Тадж-Махал, в Москве — храм Василия Блаженного… Подозрение падает на автоботов; чтобы восстановить своё доброе имя, они должны найти и разоблачить истинных преступников. Все нити тянутся к Абдулу Факкади, амбициозному президенту маленького государства Карбомбия, где с некоторых пор обретаются двое десептиконов — Триптикон и его приятель Октан… |            |                                                                                |                                         |                  |             |
| 77 | 12         | «Праздник с сюрпризом» «Surprise Party»                                        | Стив Митчелл, Барбара Питти             | 9 октября 1986   | 700-97      |
| Дэнни, сын Спайка, и его приятель Вили собираются устроить Ультра Магнусу сюрприз ко дню его рождения. Проблема в том, что никто (включая самого Магнуса) не знает, когда он появился на свет. Поиски нужной информации приводят мальчиков на складской астероид, где их подстерегает множество опасностей — гигантские летучие угри, питающиеся металлом, роботы-сторожа с лазерными винтовками, и в довершение ко всему — десептиконы во главе с Циклоном. Они берут Дэнни и Вили в заложники и оповещают об этом автоботов… |            |                                                                                |                                         |                  |             |
| 78 | 13         | «Рай для сумасшедшего» «Madman's Paradise»                                     | Крэйг Рэнд                              | 13 октября 1986  | 700-98      |
| Разгуливая по Кибертрону в поисках приключений, Дэнни и Смельчак попадают в заброшенный туннель, который ведёт в очень странный мир — мир, полный магии, где действуют заклинания, оживают деревья и водятся драконы, и где правит загадочный «Красный Волшебник». Он дружелюбно встречает пришельцев, уверяет, что нуждается в их помощи, и простодушный Смельчак уже готов поверить ему… Но кто на самом деле скрывается под красной мантией?.. |            |                                                                                |                                         |                  |             |
| 79 | 14         | «Планета ночных кошмаров» «Nightmare Planet»                                   | Бет Борнстейн                           | 31 октября 1986  | 700-99      |
| Квинтессоны испытывают на Дэнни Уитвики своё новое зловещее изобретение — машину, позволяющую материализовать сновидения. Воздействуя на мозг мальчика, они заставляют его видеть кошмарные сны, добиваясь, чтобы порождённые его сознанием чудовища уничтожили автоботов. Однако они не учли глубины привязанности Дэнни к друзьям — и во сне он старается защитить их от угрожающих им опасностей… |            |                                                                                |                                         |                  |             |
| 80 | 15         | «Призрак в машине» «Ghost in the Machine»                                      | Майкл Чарльз Хилл, Джои Курихара Пьедра | 21 октября 1986  | 700-100     |
| Ради того, чтобы вновь обрести телесный облик, Скандалист готов на всё — даже на сделку с Юникроном. Исполнив три желания последнего, он получает, наконец, новое тело и оживает. Но ни автоботы, ни десептиконы никогда не оставят безнаказанным того, кто сотрудничал с ненавистным «Пожирателем планет»… |            |                                                                                |                                         |                  |             |
| 81 | 16         | «Мир паутины» «Webworld»                                                       | Лен Уэйн, Дайан Дьюэйн                  | 20 октября 1986  | 700-101     |
| Десептиконов серьёзно беспокоит состояние психического здоровья их лидера, который всё чаще ведёт себя, мягко говоря, не вполне адекватно. По совету Квинтессонов Циклон доставляет Гальватрона для лечения на планету-клинику Торкулон, к тамошним знаменитым психиатрам. Но это — как раз тот случай, когда медицина бессильна. Хуже того: от такого буйного пациента в конце концов «сносит башню» у самой планеты… |            |                                                                                |                                         |                  |             |
| 82 | 17         | «Схватка на Си-минор» «Carnage in C-Minor»                                     | Базз Диксон                             | 14 октября 1986  | 700-102     |
| Неведомая сила на глазах автоботов и десептиконов разрушает огромную комету, а затем притягивает их самих к удивительной планете, называемой Эвритма. Выясняется, что источником силы служит музыкальная гармония, тайной которой владеют трое жителей планеты: правитель Бассо Профундо, его приближённый, молодой Зебоп Скандана, и прекрасная Аллегра. Десептиконы и автоботы начинают очередную «гонку вооружений». Выиграет тот, кто первым соберёт все три части гармонии… |            |                                                                                |                                         |                  |             |
| 83 | 18         | «Хроники Квинтессонов» «The Quintesson Journal»                                | Ричард Мервин                           | 11 ноября 1986   | 700-103     |
| В руки автоботов случайно попадает часть секретной хроники Квинтессонов, содержащая сведения об их «коммерческих предприятиях» и «особых проектах». Хотя Квинтессоны, боясь возможных разоблачений, прилагают все усилия, чтобы помешать автоботам, Бравый благополучно доставляет находку на Кибертрон, где проходят переговоры между представителями двух планет — Ксетаксиса и Ланарка, которые уже много веков воюют между собой. Теперь враждующие стороны могут, наконец, доподлинно узнать, за что боролись всё это время… |            |                                                                                |                                         |                  |             |
| 84 | 19         | «Главное оружие» «The Ultimate Weapon»                                         | Артур Байрон Коувер                     | 10 ноября 1986   | 700-104     |
| Боевикон Фингал похитил шестерню трансформации Метроплекса. Расстроенный Санитар, считая себя главным виновником случившегося, покидает отряд автоботов. Между тем Гальватрон даёт знать Родимусу Прайму и Ультра Магнусу, что обладает самым смертоносным оружием во Вселенной, и угрожает в любой момент пустить его в ход, если автоботы не сдадутся. Единственный выход — как можно скорее отремонтировать Метроплекса, но прежде нужно убедить Санитара вернуться… |            |                                                                                |                                         |                  |             |
| 85 | 20         | «Супервещание 2006» «The Big Broadcast of 2006»                                | Майкл Ривз                              | 12 ноября 1986   | 700-105     |
| Ещё одна часть хроники Квинтессонов оказывается на планете Джанк. Пытаясь вернуть её, Квинтессоны прибегают к хитроумному отвлекающему маневру: подключившись к земным телевизионным каналам, внушают Джанкионам ненависть ко всем другим формам разумной жизни. Под влиянием внушения Джанкионы сооружают у себя на планете ретранслятор огромной мощности, вследствие чего добрую половину Галактики охватывает настоящий военный психоз. Кто остановит это безумие?.. |            |                                                                                |                                         |                  |             |
| 86 | 21         | «Сражайтесь или бегите» «Fight or Flee»                                        | Тони Синсипирини, Ларри Лихи            | 15 октября 1986  | 700-106     |
| В дальнем космосе десептиконы обнаружили исключительно богатую энергоном планету Парадрон. Миролюбивые жители Парадрона не сумели дать отпор наглым захватчикам и были обращены в рабов; лишь одному из них, Затвору, удалось бежать с планеты и вызвать на помощь автоботов. Штурмовой отряд во главе с Родимусом Праймом прибыл на Парадрон. Но решатся ли парадронцы, ненавидящие войну и насилие, взяться за оружие, чтобы сражаться плечом к плечу с автоботами?.. |            |                                                                                |                                         |                  |             |
| 87 | 22         | «Обитатель недр» «The Dweller in the Depth»                                    | Пол Дайни                               | 30 октября 1986  | 700-107     |
| Стремясь во что бы то ни стало покончить с трансформерами, Квинтессоны решаются на новое злодеяние. По их наущению Гальватрон пробуждает заключённого в недрах Кибертрона ужасного «Обитателя недр» — полу-животное, полу-машину. Это существо высасывает всю энергию из тел своих жертв, превращая их в таких же энергетических вампиров. Если оно доберётся до главного генератора Кибертрона, его уже ничто не сможет удержать. Нужно действовать немедленно — «Обитатель» уже вот-вот прорвётся на поверхность планеты, а его зомби атакуют штаб автоботов…                                                                                      |            |                                                                                |                                         |                  |             |
| 88 | 23         | «Всего лишь человек» «Only Human»                                              | Сьюзен К.Уильямс                        | 13 ноября 1986   | 700-108     |
| Четверо автоботов — Родимус Прайм, Ультра Магнус, Спринтер и Арси — попадают в руки криминального авторитета Виктора Дрета и его таинственного сообщника по прозвищу «Старина Змей». Их разум переместили в тела обычных людей, а их собственные тела стали просто машинами. Дрет собирается использовать их, чтобы уничтожить город автоботов. Но великолепная четвёрка и в человеческом обличии успешно противостоит злодеям и разрушает их замысел. |            |                                                                                |                                         |                  |             |
| 90 | 24         | «Деньги — это всё» «Money Is Everything»                                       | Джерри Конуэй, Карла Конуэй             | 17 ноября 1986   | 700-109     |
| Марисса Фейрборн и патруль Техноботов получают сигнал с космического корабля, подвергшегося нападению Терроконов. Прибыв на место происшествия, Марисса и её друзья встречают незнакомца. Отрекомендовавшись как Дирк Мейнус, космический торговец, он сообщает, что заметил на одном из спутников Сатурна базу Квинтессонов и готов указать её точное местонахождение, если ему хорошо заплатят. Техноботы принимают предложение Мейнуса, но… может быть, они слишком поторопились?.. |            |                                                                                |                                         |                  |             |
| 89 | 25         | «Новый мозг Смельчака» «Grimlock's New Brain»                                  | Пол Дэвидс                              | 14 ноября 1986   | 700-110     |
| Авария на главном генераторе Кибертрона, подстроенная десептиконами, вызывает колоссальный выброс энергии, в результате которого Смельчак неожиданно становится самым умным из трансформеров. Как ни странно, это чудесное преображение не делает Смельчака счастливее. Передав могучий супер-интеллект своему созданию — гиганту Компьютрону, он без всякого сожаления возвращается к обычной жизни. |            |                                                                                |                                         |                  |             |
| 91 | 26         | «Зов из глубины веков» «Call of the Primitives»                                | Дональд Ф.Глат                          | 18 ноября 1986   | 700-112     |
| Исполинский монстр Торнедрон — творение великого изобретателя Примакрона — способен гасить звёзды и опустошать целые миры. Чтобы отвести угрозу, нависшую над Вселенной, Оракул, помощник Примакрона, созывает всех трансформеров-зверей, зная, что только они смогут положить конец опасным экспериментам Примакрона. |            |                                                                                |                                         |                  |             |
| 92 | 27         | «Лицо Ниджики» «The Face of the Nijika»                                        | Мэри Скринс, Стив Скитс                 | 20 ноября 1986   | 700-113     |
| Пять тысяч лет назад на планете Замоджин существовала высокоразвитая цивилизация, представители которой открыли секрет использования звёздного света в качестве источника энергии. Опасаясь растущего могущества замоджинцев, Квинтессоны изолировали их от остального мира. С тех пор Замоджин погружён во мрак. Но уже близится спасение в лице автобота Микроскопа, который, сам того не подозревая, владеет ключом от космической темницы, где томятся замоджинцы… |            |                                                                                |                                         |                  |             |
| 93 | 28         | «Самая тяжкая ноша» «The Burden Hardest to Bear»                               | Майкл Чарлз Хилл                        | 19 ноября 1986   | 700-114     |
| В очередной стычке с десептиконами Родимус Прайм теряет Матрицу лидерства. Вначале он даже рад, что снова сделался «обыкновенным» автоботом и избавился, наконец, от тяжкого бремени ответственности за судьбы мира. Но вскоре события принимают скверный оборот: десептикон Кнут, присвоивший Матрицу, вознамерился стать новым властителем Вселенной… |            |                                                                                |                                         |                  |             |
| 94 | 29         | «Возвращение Оптимуса Прайма (Часть 1)» «The Return of Optimus Prime (Part 1)» | Марв Вулфмен, Чери Уилкерсон            | 24 февраля 1987  | 700-115     |
| Профессор Морган, считая автоботов виновниками тяжкого увечья его дочери Джессики, из мести заражает их вирусом Чумы Ненависти, привезённым Джессикой из её последней космической экспедиции. Вирус стремительно распространяется, поражая и трансформеров, и людей. Единственная надежда — на Оптимуса Прайма, но он давно мёртв. Только Квинтессоны могли бы восстановить его, но они прячутся в глубинах Вселенной, и чтобы их найти, нужно время. А его почти не осталось… |            |                                                                                |                                         |                  |             |
| 95 | 30         | «Возвращение Оптимуса Прайма (Часть 2)» «The Return of Optimus Prime (Part 2)» | Марв Вулфмен, Чери Уилкерсон            | 25 февраля 1987  | 700-116     |
| Оптимус Прайм возвращается к жизни… и очень скоро оказывается единственным трансформером во Вселенной, кто не пострадал от Чумы Ненависти. Отняв Матрицу лидерства у заражённого Родимуса Прайма, Оптимус открывает её и использует заключённую в ней древнюю мудрость, чтобы остановить эпидемию и исцелить мир от вражды и злобы. |            |                                                                                |                                         |                  |             |

### Сезон 4 (1987)
| № общий | № в сезоне | Название                                       | Автор сценария | Дата премьеры  | Произв. код |
| --- | ---------- | ---------------------------------------------- | -------------- | -------------- | ----------- |
| 96 | 1          | «Возрождение (Часть 1)» «The Rebirth (Part 1)» | Дэвид Уайз     | 9 ноября 1987  | 6701-01     |
| Спустя несколько месяцев после возвращения Оптимуса Прайма мирную жизнь Города автоботов прерывает внезапное массированное нападение десептиконов. Пока идёт сражение, лазутчики Гальватрона похищают ключ от камеры с плазменной энергией, спрятанной в недрах Кибертрона. Автоботам удаётся помешать десептиконам открыть камеру и забрать ключ, но при этом происходит мощнейший выброс энергии. В результате шаттл автоботов забрасывает далеко в космическое пространство. Гальватрон посылает команду десептиконов во главе с Циклоном и Кнутом в погоню за автоботами. Корабль автоботов совершил аварийную посадку на планете Небьюлон, где люди враждуют с машинами и подняли восстание против них. Повстанцы берут автоботов в плен и собираются прикончить их, но появление десептиконов вынуждает их пересмотреть своё решение. Вместе небьюлонцы и автоботы отбивают вражескую атаку. Гурт, один из вождей повстанцев, предлагает автоботам объединиться с небьюлонцами, и те принимают предложение. Автоботу Фантазёру предоставляется удобный случай воплотить в жизнь свою задумку — новую технологию трансформации, позволяющую сочетать разум человека с силой трансформера. Работа начинается… |            |                                                |                |                |             |
| 97 | 2          | «Возрождение (Часть 2)» «The Rebirth (Part 2)» | Дэвид Уайз     | 10 ноября 1987 | 6701-02     |
| В результате реконструкции, выполненной Спайком Уитвики по проекту Фантазёра, пятеро автоботов становятся Властоголовами, получив возможность образовывать одно целое с людьми-операторами, сидящими в их головах. В первом же бою Властоголовы демонстрируют своё превосходство, не только разрушив небьюлонские машины, но и обратив в бегство десептиконов. Но те, неожиданно для себя, находят сторонника в лице верховного правителя Небьюлона, Лорда Зарака: изучив и усовершенствовав идею Фантазёра, он заключает сделку с десептиконами, и среди них появляются свои Властоголовы. Зарак идёт даже дальше и делает нескольких десептиконов Властооружцами, дав им оружие, управляемое людьми. Автоботы, в свою очередь, конструируют собственных Властооружцев и готовятся к битве. Тем временем на Кибертроне Оптимус Прайм получает от Альфа Триона информацию о местонахождении ключа от камеры с плазменной энергией. Он немедленно вылетает на Небьюлон и прибывает как раз к началу ожесточённой схватки между автоботами и десептиконами. Но в тот самый момент, когда автоботы, как им кажется, одержали окончательную победу, из-под земли появляется нечто грандиозное и ужасающее — новейшее изобретение Зарака, гигантский трансформер Скорпоног!.. |            |                                                |                |                |             |
| 98 | 3          | «Возрождение (Часть 3)» «The Rebirth (Part 3)» | Дэвид Уайз     | 11 ноября 1987 | 6701-03     |
| Вернув с помощью Скорпонога Ключ, десептиконы отправляются назад на Кибертрон. Автоботы во главе с Оптимусом Праймом преследуют их. На Небьюлоне остаются только Спайк и раненый автобот Церебро́с, которого он перестраивает в Крепыша Максимуса — титаническую боевую машину, равную по силе Скорпоногу. На Кибертроне прибытие Скорпонога решает исход битвы и даёт Гальватрону возможность сломить сопротивление сил обороны. Получив Ключ, он может, наконец, реализовать свой замысел — превратить земное Солнце в сверхновую звезду, самый мощный источник энергии. Когда Кибертрон, переделанный Гальватроном в громадную космическую ракету, приближается к Земле, вождь десептиконов открывает камеру с плазменной энергией и готовится покинуть планету, но появление автоботов вынуждает его задержаться и принять бой. Сражение заканчивается неожиданно — плазменная энергия, вырвавшись из камеры, отбрасывает Скорпонога, вместе с Гальватроном и другими десептиконами, в глубины космоса, выводит из строя всех роботов, оставшихся на планете и грозит уничтожить всю Вселенную. Но Спайку и небьюлонцам удаётся закрыть камеру и перенастроить Сигма Компьютер на поглощение избыточного излучения. Равновесие восстанавливается, Кибертрон и его обитатели возрождаются к жизни. На родине трансформеров наступает новый «золотой век» мира, всеобщего братства и добра. |            |                                                |                |                |             |

## Продолжение
Сериал продолжил свое существование в Японии под названием «Трансформеры: Властоголовы» с 35 новыми эпизодами, однако в нём игнорируются события 4-го сезона и разворачивается другая история.
Все эпизоды мультсериала «Трансформеры: Второе поколение» были взяты из оригинального мультсериала, но с добавленными эффектами. Эпизоды выходили в эфир с 1993 по 1995 год.